# Wendy Vera

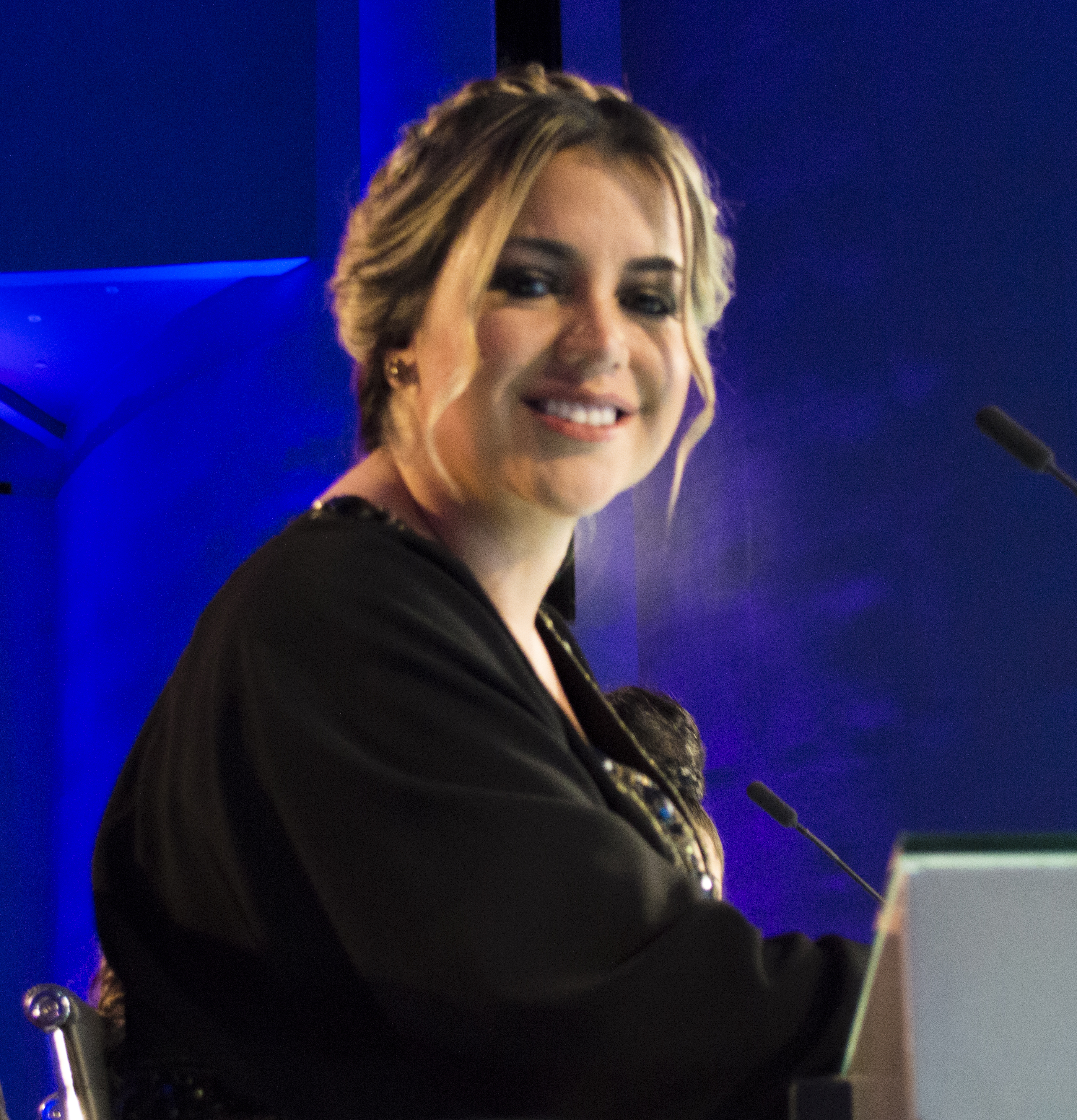
Wendy Vera como jurado de Ecuador Tiene Talento

Wendy Vanessa Vera Flores (Guayaquil, 5 de octubre de 1977), es una compositora, cantautora y productora musical ecuatoriana. Es más conocida por haber conformado el grupo de tecnocumbia Las Chicas Dulces, y por ser parte del jurado de Ecuador Tiene Talento. Entre 2017 y 2021 fue Asambleísta Nacional del Ecuador por el periodo 2017-2021.

## Biografía

### Primeros años
Nació en la ciudad ecuatoriana de Guayaquil, el 5 de octubre de 1977. Desde pequeña mostró interés por el arte y la música, por lo cual llegó a cantar y tocar piano. Pese a que su familia quería que estudie algo distinto a la música y ejerza una profesión que le asegurará su futuro, ya que en el Ecuador solía ser difícil salir adelante como cantante, al terminar el colegio a los 17 años de edad, Wendy formó parte del grupo de tecnocumbia Caña Dulce, y cuando estaba en tercer año de leyes en 1999, creó un grupo de tecnocumbia llamado Las Chicas Dulces, donde fue su representante e integrante, y creó temas inéditos, con Lila Flores como vocalista principal.

### Salud y disolución de Las Chicas Dulces
Sin embargo Wendy fue víctima de un cáncer en el tejido linfático llamado Linfoma de Hodgkin, por lo que dejó sus estudios y tuvo que recibir tratamiento de quimioterapia en Solca. Pese a todo esto, Wendy no dejó de trabajar en el grupo, incluso realizó presentaciones horas después de recibir la quimioterapia, con mucha debilidad y varias inyecciones proporcionadas por su madre para resistir el dolor que la aquejaba, ya que esta era la única forma de poder pagarse sus tratamientos contra el cáncer.
Por dos años consecutivos ganó el premio a la mejor compositora del país, por su éxito con el tema Pecado mortal. Con el tiempo su salud mejoró, y el grupo se disolvió.

### Carrera como compositora y productora
Desde 2005 empezó a trabajar para la empresa Ventura Music Group de Alejandro Jaén, que actualmente fusionada con Sony Music, donde ha compuesto temas para series y telenovelas, por lo que en 2011 compuso el tema Miento para ser interpretado por Angélica Vale para una webnovela de Univisión, y también compuso temas para los artistas Lorena Rojas y Julio Iglesias Jr. También realizó un tema musical para el grupo mexicano Sueño Norteño que fue nominado a los premios Billboard, en la categoría de música regional.
Fue productora musical de Fama o Drama, Vivos, Revivos, Revivos onde sea; guionista de La Tremebunda Corte y La pareja feliz; y compositora de varios temas musicales para El cholito y su secuela, incluyendo el éxito Mostro de amor, y varios temas para David Reinoso. Creó el sencillo Ya tenemos presidente, tenemos a Rafael para la campaña política de Rafael Correa, con el que obtuvo el séptimo lugar en los premios Reed latinos, y creó el tema musical Dalo por hecho, para la campaña de Dalo Bucaram.

### Carrera televisiva

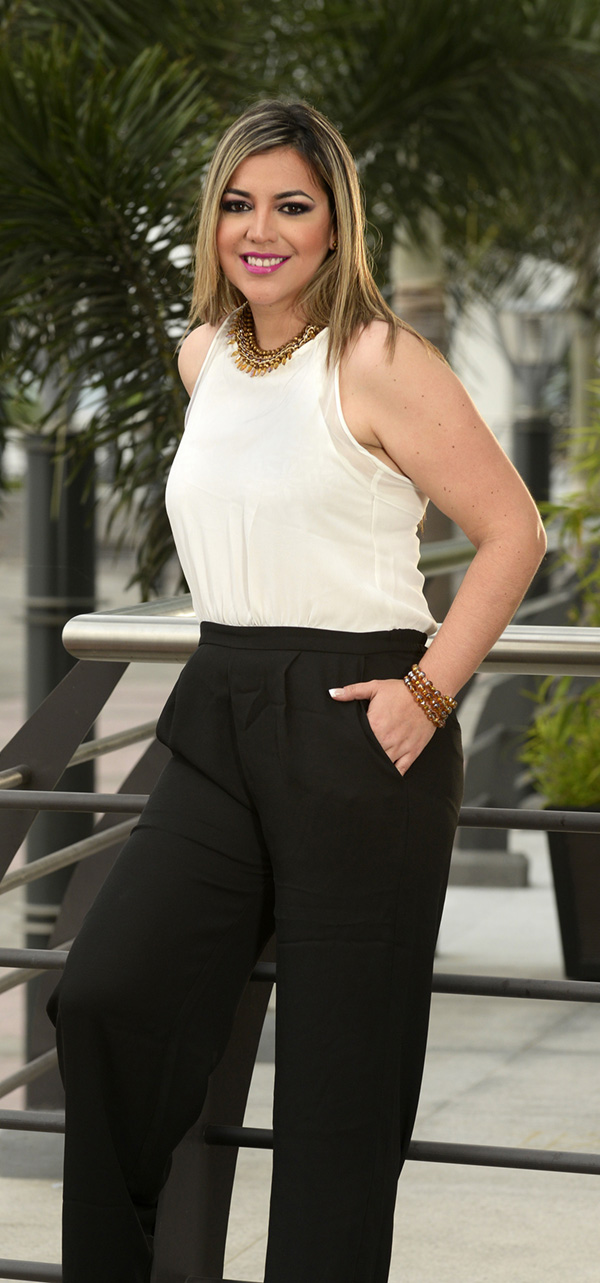
Wendy Vera en su etapa de jurado de Ecuador Tiene Talento

En 2013 se unió al elenco de Ecuador Tiene Talento, como miembro del jurado, junto a Diego Spotorno, Paola Farías y María Fernanda Ríos, permaneciendo como parte del elenco desde la segunda hasta la quinta temporada.
Durante su participación como jurado en la cuarta temporada de Ecuador tiene talento, realizó comentarios hacia la concursante Carolina Peña, menor de edad que declaró no creer en Dios. Estos acontecimientos han generado una amplia gama de críticas por parte del público, quienes han condenado la actitud irrespetuosa de los jueces hacia las creencias personales de la concursante. El incidente plantea interrogantes sobre la discriminación religiosa y resalta la importancia de respetar las diferentes creencias y valores en un entorno público, especialmente en un contexto en el que los concursos de talento se suponen que deben evaluar el mérito artístico y no las creencias personales de los participantes.

### Carrera política
En 2016 abandonó el programa reality Ecuador Tiene Talento en semifinales de la quinta temporada para incursionar en la política como candidata a asambleísta para las elecciones legislativas de Ecuador de 2017.
Durante su labor como asambleísta, se vio envuelta en otra polémica cuando se captó en video realizando una compra en línea de bisutería desde su curul. Ante esta situación, la asambleísta decidió emitir un comunicado a través de sus redes sociales para justificarse, explicando que debido a una situación familiar, específicamente el cumpleaños de su madre, y a la limitación de tiempo, se distrajo brevemente del debate en el pleno para adquirir un regalo para ella a través de internet.